# 卡尤加 (伊利諾伊州)
卡尤加（英語：Cayuga）是位於美國伊利諾伊州利文斯頓縣的一個非建制地區。該地的面積和人口皆未知。

## 地理
卡尤加的座標為40°56′28″N 88°35′01″W / 40.94111°N 88.58361°W，而該地的平均海拔高度為210米（即689英尺）。